# 于恩特羅普河
51°7′59.34″N 8°13′14.14″E / 51.1331500°N 8.2205944°E

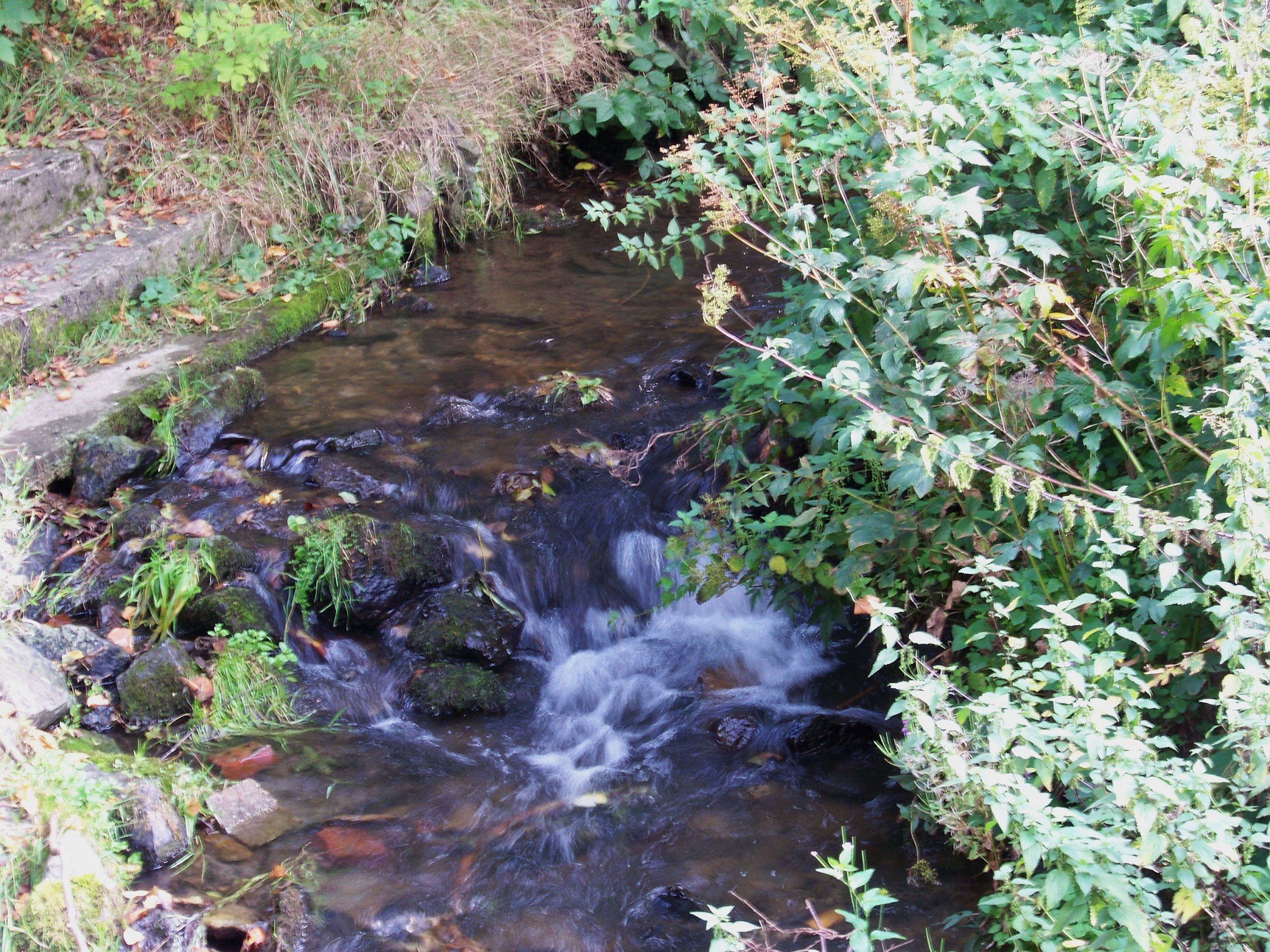

于恩特羅普河（德語：Uentrop），是德國的河流，位於該國西部，處於北萊茵-威斯特法倫州，屬於萊內河的左支流，河道全長5.8公里，流域面積9.5平方公里。